# Paweł Gackowski
Paweł Gackowski (ur. 7 stycznia 1848 w Błądzimiu, zm. 10 czerwca 1928 w Bydgoszczy) - chłop, rolnik, drzymalita pomorski, działacz polskiego ruchu narodowego w zaborze pruskim.

## Życiorys
Urodził się w rodzinie chłopskiej Mateusza (ur. 1800) i Marianny (ur. 1807) w Błądzimiu (pow. Świecie), na południowym skraju Borów Tucholskich. Miał sześcioro rodzeństwa. W 1874 r. ożenił się z Franciszką Zalewską (ur. 1850 w Cekcynie), z którą miał siedmioro dzieci: pięciu synów i dwie córki. 
W 1902 r. nabył w swojej wsi 11 ha ziemi. Początkowo zezwolono mu na wzniesienie budynków gospodarczych i kuchni dla zwierząt, jednak po wejściu w życie nowelizacji ustawy osadniczej w 1904 r. nie otrzymał pozwolenia na wybudowanie domu mieszkalnego, dlatego postanowił zamieszkać w starym wozie cygańskim, podobnie jak słynny Michał Drzymała z Wielkopolski.  
W grudniu 1907 r. władze pruskie zażądały od Gackowskiego zniszczenia pieca w wozie, a następnie uzyskania pozwolenia kolonizacyjnego, ponieważ wóz – ze względu na zły stan techniczny – został umocniony przy pomocy stałych podpór wkopanych w ziemię i w ten sposób stał się nieruchomym pomieszczeniem mieszkalnym. Gackowski odwoływał się do sądu ławniczego w Świeciu i dalej do Sądu Okręgowego w Grudziądzu, a następnie do Sądu Najwyższego w Berlinie, który skierował sprawę do ponownego rozpatrzenia przez sąd w Grudziądzu, a ten ostatecznie podtrzymał wyrok sądu ze Świecia, w wyniku czego Gackowski został zmuszony do opuszczenia wozu (1909). 
Wykonawcą wyroku był wójt z Ostrowitego, który wysłał do Gackowskiego następujące pismo: Jesteś Pan w posiadaniu krytego woza z ogniskiem i używasz go jako mieszkania. Rozporządzam, ażebyś go Pan w przeciągu 2 tygodni, licząc od daty doręczenia tego rozporządzenia, opuścił, ażebyś Pan urządzenie mieszkalne, a zwłaszcza ognisko, usunął i okna zabił, gdyż w przeciwnym razie dokonam tej pracy na Pański koszt i każę jako zaliczkę na koszta ściągnąć z Pana 20 marek. Równocześnie zakazuję Panu pod groźbą 60 marek kary, w razie niemożności zapłacenia 1 tygodnia aresztu, za każdy wypadek wykroczenia przeciwko temu, zaopatrywać wóz w dalsze urządzenia mieszkalne. Hornitz, wójt (cyt za: "Gazeta Grudziądzka" z 1909 r.).  
Oprócz walki o budowę domu z pruskimi urzędnikami, był również znany z czynnego patriotyzmu, który na co dzień przejawiał się m.in. prenumerowaniem polskich gazet i czytaniem polskich książek. W 1906 r. był jednym z inicjatorów strajku szkolnego w miejscowej szkole, podjętego w proteście przeciwko wprowadzeniu nauczania religii w języku niemieckim. 
Ostatnie sześć lat życia spędził u swojej córki (Bronisławy Jutrowskiej) w Bydgoszczy, gdzie zmarł 10 czerwca 1928 r. Został pochowany na Cmentarzu Nowofarnym w Bydgoszczy. W 1977 r. miasto ufundowało mu pomnik nagrobny z napisem: Paweł Gackowski (1848-1928) chłop patriota podczas zaboru pruskiego walczył o prawo do ziemi i języka ojczystego. 

## Upamiętnienie
- Kamień z tablicą pamiątkową w Błądzimiu, na tablicy napis: W tysiąclecie państwa polskiego chłopu-patriocie Pawłowi Gackowskiemu 1848-1928, który tu w Błądzimiu przewodził walce przeciwko germańskiemu zaborcy o polskość Pomorza - wdzięczni rodacy w dniu Święta Ludowego, 1966 r.[3]
- Tablica pamiątkowa w Błądzimiu na dawnym domu P. Gackowskiego z napisem: W 90 rocznicę śmierci Pawła Gackowskiego "Błądzimskiego Drzymały" – Społeczeństwo Gminy Lniano A. D. 2018[4].
- Szlak turystyczny im. Pawła Gackowskiego, prowadzący ze stacji PKP Błądzim przez Ostrowite, Dąbrowę, rezerwat przyrody "Cisy Staropolskie" im. Leona Wyczółkowskiego, Kosowo do Bysławia (znaki żółte, długość 22 km)[5].